# بوعلام بوقاسم
بو علام بو قاسم (من مواليد 12 أكتوبر 1957 في بني عمران بالجزائر) هو مغني موسيقي جزائري اشتهر بغنائه للقبايل.

## حياته
وُلد بوعلام في 12 أكتوبر 1957في قرية أزيلا بولاية بومرداس.
بعد أن أنهى دراسته المدرسية، بدأ حياته المهنية في التدريس عام 1977 في منطقة الثنية ببومرداس شرق جبال الخشنة في منطقة القبائل السفلى.
بدأت مسيرته كفنان في أغاني القبايل عام 1978، واشتهر بعد إصدار ألبومه الأول عام 1981، وجمع بين مهنته التدريسية ومهنته كفنان حتى عام 1986 عندما قرر أن يكرس نفسه بالكامل لعالم الغناء الاحترافي.
يعتبر بوعلام موسيقي مضرم في التعامل مع الآلات الموسيقية مثل الماندول الجزائري والغيتار والناي والفلوت والكمان.
نُفي بوقاسم عام 1992 إلى الخارج خلال فترة العشرية السوداء في الجزائر، حيث مكث ثماني سنوات قبل أن يعود إلى الجزائر في عام 2000.
وبحلول عام 2020، أنتج الفنان ما مجموعه أكثر من 50 ألبومًا صوتيًا، منها 4 ألبومات غنتها المطربة وردية عيساوي، و3 ألبومات أخرى غنتها المطربة ثنينا شريت، ابنة المطرب إدير.
كان لبوقاسم خلال مسيرته الفنية التي امتدت لأكثر من 40 عامًا أكثر من 120 مقطعًا، وأحيى أكثر من 1000 حفل في الجزائر وأماكن أخرى، وشارك في أكثر من مائة برنامج تلفزيوني.
أصدر بوكقاسم خلال كأس الأمم الأفريقية 2010 ألبومًا لتشجيع المنتخب الجزائري لكرة القدم خلال مباريات تصفيات لكأس العالم 2010 FIFA في هذا الحدث الرياضي الأفريقي.
صدر هذا الألبوم بالتعاون مع حارس مرمى المنتخب الوطني الجزائري لوناس قواوي، وتضمن مجموعة من 12 أغنية لتشجيع المنتخب الوطني الجزائري.
كما تعاون بوكقاسم خلال مسيرته الطويلة مع العديد من الفنانين الآخرين في الثنائيات الغنائية.

## روابط خارجية
- Boualem Boukacem: The great Kabyle singer on Dzair News على يوتيوب
- Boualem Boukacem: Interview on EchorouknewsTV على يوتيوب
- Boualem Boukacem: Interview on Berbere TV (1/2) على يوتيوب
- Boualem Boukacem: Interview on Berbere TV (2/2) على يوتيوب
- Boualem Boukacem: "Allah Allah" على يوتيوب
- Boualem Boukacem: "Yamma Yamma" على يوتيوب
- Boualem Boukacem: "Allez La JSK" على يوتيوب
- Boualem Boukacem: "Thimahramth Ellahrir" على يوتيوب
- Boualem Boukacem: Best of على يوتيوب